# Burnt Islands (Newfoundland en Labrador)
Burnt Islands is een gemeente (town) in de Canadese provincie Newfoundland en Labrador. De gemeente ligt aan de zuidwestkust van het eiland Newfoundland.

## Geschiedenis
In 1975 werd het dorp een gemeente met het statuut van local improvement district (LID). In 1980 werden LID's op basis van The Municipalities Act als bestuursvorm afgeschaft, waarop de gemeente automatisch een town werd.
Op 24 september 2022 werd de gemeente zwaar getroffen door de restanten van Orkaan Fiona. Verschillende huizen en andere gebouwen werden ernstig beschadigd.

## Geografie
De gemeente Burnt Islands ligt aan de oostoever van God Bay, een kleine baai aan de zuidkust van Newfoundland. Ongeveer een kwart van de inwoners woont op Great Burnt Island, een eilandje van 8 hectare dat via een 280 meter lange dijk met het "vasteland" verbonden is.
Burnt Islands ligt aan Route 470 die vanuit de havenplaats Channel-Port aux Basques zo'n 45 km oostwaarts loopt tot in Rose Blanche-Harbour le Cou. Naast het westelijker gelegen Isle aux Morts is Burnt Islands de enige town (gemeente) langsheen dit traject.

## Demografie
Demografisch gezien is Burnt Islands, net zoals de meeste kleine dorpen op Newfoundland, aan het krimpen. Tussen 1991 en 2021 daalde de bevolkingsomvang van 1.024 naar 540. Dat komt neer op een daling 484 inwoners (-47,3%) in dertig jaar tijd.
| Jaar | Aantal inwoners | Verschil |
| ---- | --------------- | -------- |
| 1991 | 1.024           | –        |
| 1996 | 919             | -10,3%   |
| 2001 | 801             | -12,8%   |
| 2006 | 703             | -12,2%   |
| 2011 | 651             | -7,4%    |
| 2016 | 622             | -4,5%    |
| 2021 | 540             | -13,2%   |